# ساندرا تراتنیگ
ساندرا تراتنیگ (انگلیسی: Sandra Trattnigg؛ زادهٔ ۱۴ نوامبر ۱۹۷۶) خواننده اپرا، و خواننده اهل اتریش است. وی از سال ۲۰۰۱ میلادی تاکنون مشغول فعالیت بوده‌است.